# إبزيم الحذاء
إبزيم الحذاء هي رواية أدب جريمة من تأليف أجاثا كريستي، نُشرت أول مرة في المملكة المتحدة من قبل نادي كولينز للجرائم في نوفمبر 1940، وفي الولايات المتحدة من قبل شركة دود وميد في فبراير 1941 تحت عنوان المجرمون الوطنيون. غيرت نسخة ورقية صادرة عن «كتب ديل» في الولايات المتحدة العنوان مرة أخرى إلى جرعة زائدة من الموت. بيعت نسخة المملكة المتحدة بسبعة شلنات وستة بنسات بينما بيعت نسخة الولايات المتحدة بدولارين.
تعَد واحدةً من روايات أدب الجريمة المتعددة الخاصة بأجاثا كريستي، التي برز فيها كل من المحقق البلجيكي هيركيول بوارو وكبير المفتشين جاب. إذ يُعد هذا الظهور الأخير لجاب في الروايات.

## ملخص الحبكة
يقابل هيركيول بوارو الممثلة السابقة مابل سينسبري سيل أثناء مغادرته موعده مع طبيب الأسنان هنري مورلي. في هذا اللقاء، يساعدها هيركيول على استرداد إبزيمها اللامع الذي وقع من حذائها. لاحقًا من ذلك اليوم، يعلمه صديقه المفتش جاب أن مورلي وُجد ميتًا بطلقة في الرأس. كان لدى طبيب الأسنان، بين موعد بوارو ووفاة مورلي، ثلاثة مرضى إلى جانب مابل، إذ إنه عالج أيضًا أليستار بلنت، ومصرفيًا بارزًا، وجاسوسًا يونانيًا لا يُعرف إلا باسم أمبريوتيس. كان هناك شخص رابع حاضر في العيادة، هاورد ريكس، ناشط أميركي من الجناح الأيسر، والذي كره بلنت لكنه كان متيمًا بابنة أخيه جين أوليفيرا. وُجد أمبريوتيس لاحقًا ميتًا بجرعة زائدة من المخدر، ما أدى إلى الاعتقاد بأن مورلي قد قتله عن غير قصد وانتحر عند إدراكه لخطئه. لا يتفق بوارو مع هذا الاعتقاد. يكتشف أنه في وقت سابق لوفاة مورلي، استُدعيت سكرتيرة مورلي غلاديس نيفيل بوساطة برقية زائفة، وأن حبيبها فرانك كارتر لم يرقِ لطبيب الأسنان.
قريبًا من ذلك تفقَد مابل. تبلّغ عملية بحث عن اكتشاف جثة، ذات وجه متهشم، داخل صندوق مختوم في شقة السيدة ألبرت تشابمان، التي فُقدت هي الأخرى. يدون بوارو ملاحظةً عن الحذاء ذو الإبزيم الباهت الموجود على الجثة. تظهر سجلات الأسنان سريعًا أن الجثة تعود للسيدة تشابمان. سرعان ما يجد بوارو نفسه منخرطًا في حياة عائلة بلنت، إذ تعرضت حياة بلنت نفسه للخطر مرتين وتصدى ريكس للمرة الثانية. يتبين أن الجاني هو كارتر، إذ عمل بستانيًا في المنزل تحت هوية مزورة، ووُجد مسدس بحوزته مطابق لذلك الذي قتل مورلي. تعترف لاحقًا أغنس فليتشر، خادمة مورلي، لبوارو أنها قد رأت كارتر على درج عيادة طبيب الأسنان قبل وفاة مورلي. يدفع بوارو كارتر إلى قول الحقيقة، مع علمه أنه سوف يُدان بالقتل وبمحاولة القتل. يعترف كارتر أنه خلال انتظاره التحدث مع مورلي، رأى شخصين يغادران العيادة، وعندما دخل كان مورلي ميتًا.
بعد هذه المعلومات، يقابل بوارو بلنت ويتهمه هو وابنة عمه الاسكتلندية -هيلين مونتريسور- بأنهما القاتلان. في الحقيقة، مونتريسور هي زوجة بلنت الأولى غيردا، التي قابلها إلى جانب مابل في الهند. لم يطلقها بلنت قط عند عودته إلى بريطانيا وتزوج زوجته المتوفاة حاليًا، ريبيكا ارنهولت؛ إذا ما فُضح أمر زواجه بامرأتين، سيُلحق به العار والخزي، وسيخسر ما ورث عنها من ثروة. لم يتوقع بلنت أن يصادف مابل عند خروجه من عيادة مورلي بعد موعد، ورغم أنها ميزته وتعرفت إليه، لم تعرف بشأن حياته الجديدة. علم أمبريوتيس لاحقًا بهذا اللقاء غير المتوقع وبماضي بلنت عندما قابل مابل، واستخدم هذه المعلومات في ابتزاز بلنت. اكتشف بلنت صدفةً أن أمبريوتيس قد أصبح مريضًا جديدًا لدى مورلي، لذلك قرر بالاتفاق مع غريدا استغلال فرصة موعده لدى طبيب الأسنان بهدف قتله.
صباح يوم الجريمة، دعت غيردا مابل إلى شقة كانت قد أَمنتها تحت اسم السيدة تشابمان وقتلتها لتسرق هويتها. ثم ذهبت لتحضر موعد مابل لدى طبيب الأسنان، المقرر حدوثه بعد موعد بلنت. قتل زوجها مورلي عندما انتهى موعده، وطلب المريض التالي ثم تظاهر بالمغادرة. حالما أصبحت غيردا داخل العيادة، استدعت زوجها للداخل مجددًا. زورت غيردا سجلات مابل وجعلتها تحت اسم تشابمان ريثما خبأ زوجها جثة مورلي في المكتب الجانبي، بالإضافة إلى تشويه وجه مابل بعد قتلها، ما أدى إلى تضليل الشرطة وتحييرهم في تحديد هوية صاحب الجثة التي كانت في شقة السيدة تشابمان. بعد مغادرة زوجته، تظاهر بلنت بأنه مورلي، مع علمه أن أمبريوتيس لم يرَ طبيب الأسنان من قبل. بعد استدعائه لداخل العيادة، حقنه بلنت بجرعة مميتة من المخدر. بمجرد أن غادر أمبريوتيس، أعاد بلنت جثة مورلي إلى داخل العيادة، وأعد الجثة لتبدو كمشهد انتحار، وغادر بعد ذلك.
يوضح بوارو أن الخطة قد كُشفت عبر بضعة حقائق، فرأى كارتر بلنت مغادرًا العيادة بعد موعد أمبريوتيس، بينما كان ينتظر التحدث إلى مورلي، صُنعت البرقية إلى نيفيل من قبل الزوجين، حتى يتأكدا من غيابها عندما يتظاهر بلنت أنه طبيب الأسنان، ارتدت غيردا حذاءً جديدًا عند انتحالها شخصية مابل، إذ لم يتناسب حذاء مابل مع قدمها بعد قتلها. رغم اعترافه مكرهًا أن بلنت يدافع عن الأشياء المهمة في الحياة الاجتماعية، يصرح بوارو أن ادعاءات بلنت لا تبرر جرائمه، قائلًا: «أنا لست معنيًا بمصير الدول، سيدي. أنا معني بحياة الأفراد العاديين الذين من حقهم ألا تُسلب حياتهم منهم». يُسلم بلنت وزوجته إلى الشرطة. لاحقًا، يلتقي بوارو مع ريكس وأوليفيرا ويخبرهما أن يستمتعا بالحياة التي يرغبانها معًا، طالبًا أن يزرعا الحرية والرحمة فيها.

## الشخصيات
- هيركيول بوارو، المحقق المشهور.
- كبيرة المفتشين جاب، مكلف بالتحقيق في القضية.
- هنري مورلي، جراح أسنان.
- جورجينا مورلي، أخت هنري.
- غلاديس نيفل، سكرتيرة الدكتور مورلي.
- مارتن أليستار بلانت، سياسي ويعمل في مجال البنوك.
- جوليا أوليفيرا، أخت زوجة بلانت المتوفاة.
- جاين أوليفيرا، ابنة جوليا.
- هاووردز رايكس، عشيق جاين، وناشط سياسي يساري.
- أمبريوتيس، المريض الذي يموت جراء الجرعة الزائدة.

## العنوان الأصلي وعناوين الترجمات العالمية
- عنوان الرواية مستلهم من أغنية أطفال، مثل العديد من الروايات الأخرى لأغاثا كريستي: ثم لم يبق منهم أحد، جريمة في سكن الطلاب، خمسة خنازير صغيرة...

- حافظت بعض الترجمات على العنوان الأصلي وتم تغييره في ترجمات أخرى-بما في ذلك الترجمة العربية وعنوان الترجمة العربية هو نفسه عنوان الترجمة السويدية- مثل: «الخوف من كرسي جراح الأسنان» في الترجمة التشيكية، «رصاصة في الرأس» في الترجمة اليونانية، «بوارو ليس مخطئا» في الترجمة الإيطالية.
- قام الاديب الراحل عمر عبد العزيز أمين بترجمة الرواية تحت عنوان «جريمة أم» ونشرت من دار ميوزيك للطبع والنشر. وتحمل الرواية الرقم (17) ضمن السلسلة.

## الاقتباس
- تم اقتباس إحدى حلقات مسلسل أغاثا كريستي بوارو من الرواية عام 1992، من بطولة ديفيد سيجت بدور بوارو، وحملت الحلقة تعديلات على الأحداث والشخصيات الأصلية للرواية.
- تم اقتباس إحدى حلقات مسلسل إذاعي من الرواية عام 2004، بثته إذاعة BBC 4 وقام بأداء صوت بوارو جون موفات.

## روابط خارجية
- معلومات حول الرواية في الموقع الرسمي لدار الأجيال.
- معلومات حول الرواية في الموقع الرسمي لأغاثا كريستي (باللغة الإنجليزية).
- معلومات حول حلقة مسلسل اغاثا كريستي بوارو المقتبسة من الرواية (باللغة الإنجليزية).